# 梗阳
梗阳，中国先秦地名，故址在今山西省太原市清徐县西。。
春秋属晋。《左传》襄公十八年（前555），中行献子梦中 “见梗阳之巫皋”；昭公二十八年 (前514)，“魏戊为梗阳大夫”。皆此。杜预注云：“太原晋阳县南梗阳城也。”
战国属赵，前288年入秦。《史记·赵世家》载：惠文王十一年（前288），“董叔与魏氏伐宋，得河阳于魏。秦取梗阳。”《史记正义》引《括地志》云:“梗阳故城在并州清源县南百二十步，分晋阳县置，本汉榆次县地，春秋晋大夫祁氏邑也。”西汉县废。